# E Guete
E Guete è il secondo album in studio della cantante svizzera Miss Helvetia, pubblicato il 25 maggio 2018 su etichetta discografica Stargeber.com. L'album, che aveva inizialmente debuttato alla 4ª posizione della Schweizer Hitparade, ha raggiunto la vetta della classifica dopo la pubblicazione della ristampa intitolata E Guete - Bon appétit e contenente quattro tracce extra il successivo 3 agosto.

## Tracce
1. Diemtigtaler Naturjodel – 2:15
2. Sprüchli: Fuschtdick hinder de Ohre – 0:20
3. Schnuderwibli – 3:22
4. Gluggsi – 3:08
5. Heb dr Sorg – 4:19
6. Sprüchli: Früecher – 0:22
7. Ängeli im Schnee – 3:44
8. E Guete – 3:32
9. Danke – 4:12
10. Sprüchli: Gruess em Aschi – 0:13
11. Fyrabe – 3:27
12. Locker locker – 3:00
13. Sprüchli: Es het mer uf de Mage gschlage – 0:09
14. z'Vieri – 3:24
15. Helvetia – 4:02
16. Sprüchli: s'Füfi la grad si – 0:13
17. Putzpolka – 3:34
18. Sehnsuchtjodel – 3:34

E Guete - Bon appétit
1. Petit mot de bienvenue – 0:13
2. Bon appétit – 3:32
3. Oui – 3:44
4. Je serai là – 4:19

## Classifiche

### Classifiche settimanali
| Classifica (2018) | Posizione massima |
| ----------------- | ----------------- |
| Svizzera          | 1                 |

### Classifiche di fine anno
| Classifica (2018) | Posizione |
| ----------------- | --------- |
| Svizzera          | 93        |